# 2002년 5월
| 2002년: 1월 · 2월 · 3월 · 4월 · 5월 · 6월 · 7월 · 8월 · 9월 · 10월 · 11월 · 12월 |

| <           | 2002년 5월 | 2002년 5월 | 2002년 5월  | 2002년 5월 | 2002년 5월 | >          |
| 일          | 월         | 화         | 수          | 목         | 금         | 토         |
|             |            |            | 1 3.19 기사 | 2 20 경오  | 3 21 신미  | 4 22 임신  |
| 5 23 계유   | 6 24 갑술  | 7 25 을해  | 8 26 병자   | 9 27 정축  | 10 28 무인 | 11 29 기묘 |
| 12 4.1 경진 | 13 2 신사  | 14 3 임오  | 15 4 계미   | 16 5 갑신  | 17 6 을유  | 18 7 병술  |
| 19 8 정해   | 20 9 무자  | 21 10 기축 | 22 11 경인  | 23 12 신묘 | 24 13 임진 | 25 14 계사 |
| 26 15 갑오  | 27 16 을미 | 28 17 병신 | 29 18 정유  | 30 19 무술 | 31 20 기해 |            |

| 편집하기 |

## 2002년5월 31일
- 대한민국과일본에서 2002년 FIFA 월드컵이 개막하다. (~6월 30일) 개막전에서는 세네갈이 프랑스를 1-0으로 이겼다.

## 2002년5월 20일
- 동티모르가 독립했다.

## 2002년5월 19일
- 대한민국의 미스코리아 실황중계를 지상파가 아닌 케이블TV에서 첫 방영하게 되었다.

## 2002년5월 9일
이날 개최된 한나라당 서울 경선/전당대회에서 이회창이 차기 대통령 후보로 선출되었다.